# Kép

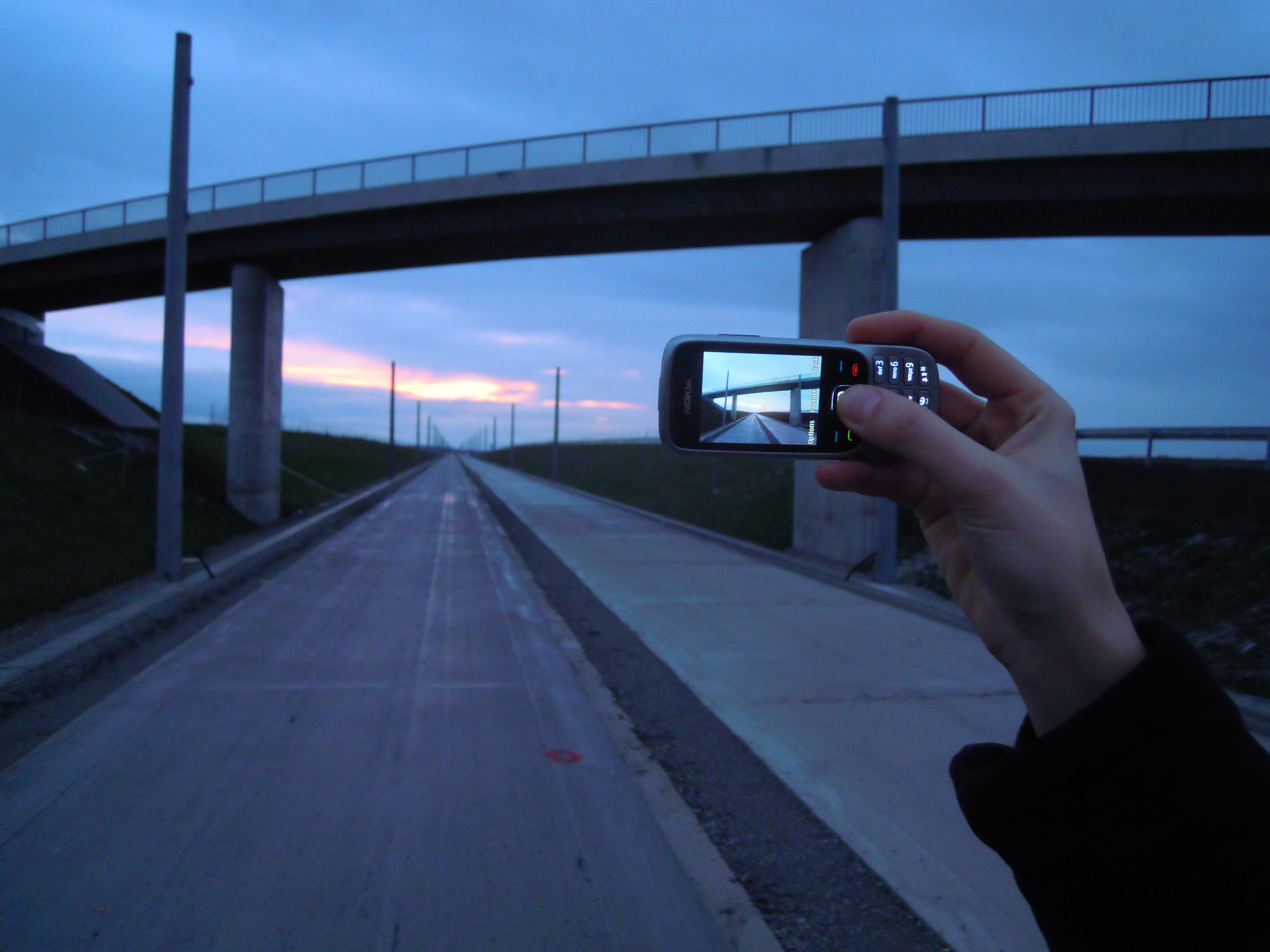
A mobiltelefon segítségével mérhetetlen számban alkotnak képet a külvilágról

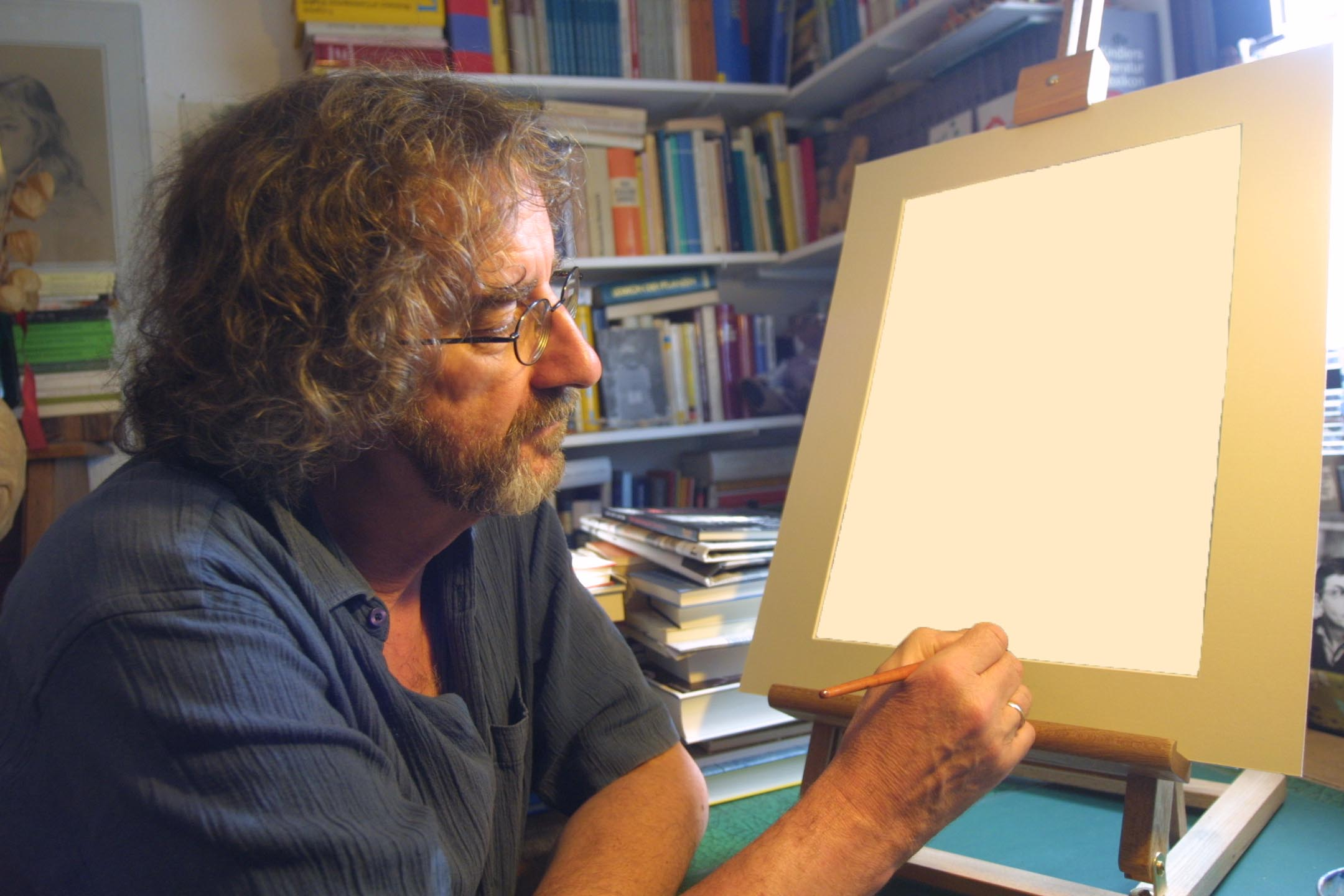
Portrékészítő festő

A mindennapi nyelvhasználatban a kép (latinul imago, jelentése „hasonmás”) olyan alkotás, amely valamilyen test, rendszerint egy fizikai tárgy vagy egy személy hasonlóságát megmutatja, „visszaadja”.
A képek rendszerint kétdimenziósak, mint a fénykép, de van aki a szobrot is hasonmásnak tekinti. A képet többnyire optikai eszközökkel hozzák létre, mint például a fényképezőgép, tükör, optikai lencse, távcső, mikroszkóp stb., illetve természeti tárgyak és jelenségek is alkotnak képet, mint például az emberi szem és a víz felszíne.
Szélesebb értelemben képnek számít egy illusztráció, térkép, ábra, festmény stb. Képek készülhetnek kézzel, számítógéppel és vegyes képalkotó technikákkal is.
Nem tartós, továbbá sokszor nem valós, nem valóságot tükröző kép az, amelyet vetítenek (lásd vetítés).
A tudatban kialakuló kép az emlékezet (emlékkép) vagy a képzelet (képzet) terméke, amelynek tárgya nem okvetlenül azonos a külső valóság valamely részével, a valamihez való hasonlóság azonban mindig fennáll, ugyanis mindent, amit elképzelünk, automatikusan valamivel – legtöbbször a már ismerttel – összehasonlítjuk.
Újabban a mérhetetlen számban jelenlévő képek kezdik határaikat veszíteni, ezért a művészettörténészek átrendezik a 20. század művészetében a képkategóriákat és új fogalmi behatárolásokat kísérelnek meg (például Matthias Bunge), illetve szükségessé vált, mert nem megoldott a képek, például téma szerinti részletesebb osztályozása.
Átvitt értelemben: a matematikában adott tetszőleges függvény (vagy esetleg reláció) értékkészletének az értelmezési tartományhoz rendelt elemeit nevezzük az értelmezési tartomány elemeinek, képeinek.

## Külső hivatkozások
- Matthias Bunge: Képkategóriák a 20. század művészetében
- Az Élet és Tudomány képgalériája (témák szerint rendezve)
- Nature Picture (angolul)
- Nature Pictures (angolul)